# Pisianax
Pisianax is een geslacht van halfvleugeligen uit de familie schuimcicaden (Cercopidae). De wetenschappelijke naam van dit geslacht is voor het eerst geldig gepubliceerd in 1921 door Jacobi.

## Soorten
Het geslacht Pisianax  is monotypisch en omvat slechts de volgende soort:
- Pisianax aenescens Jacobi, 1921